# 周勤丽
周勤丽（1936年—），生于上海，是一位法籍华裔作家，也是一位古典钢琴家。

## 生平
周勤丽曾就讀於中西女中，長大後嫁給了上海劝工银行老板刘聘三的兒子劉有煌。 1960年代初，周勤丽陪劉有煌前往香港看病。1962年，劉有煌去世。1964年從香港前往法國學習鋼琴，師從瑪格麗特·朗。1975年出版自传体长篇小说《花轿泪》。 該小說後來還被翻拍成電影。